# تاريخ إستونيا

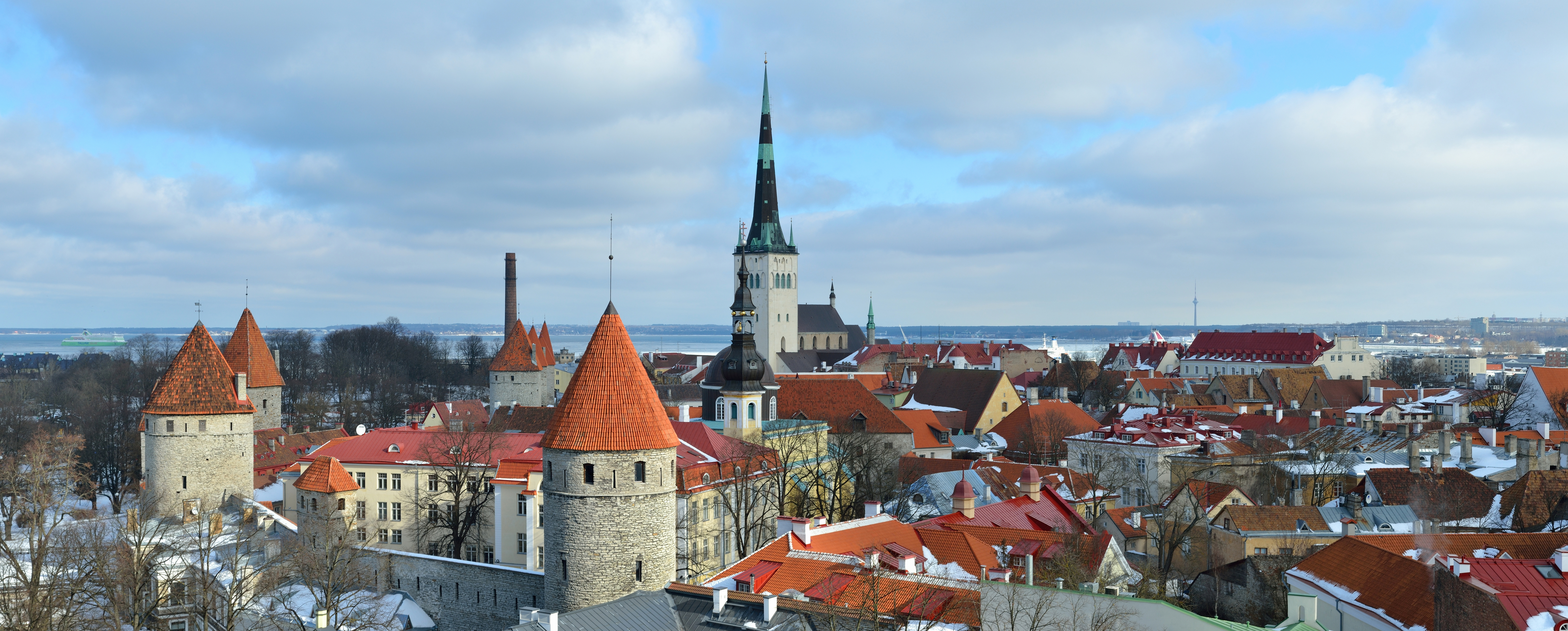

يشكل تاريخ إستونيا جزءاً من تاريخ أوروبا. استوطن البشر منطقة إستونيا بحلول نهاية فترة الغمر الجليدي الرباعي، بدءاً من نحو العام 8500 قبل الميلاد. عبد الإستونيون الأوائل في إستونيا القديمة أرواح الطبيعة، قبل أن يواجهوا الغزو الصليبي الألماني في أوائل القرن الثالث عشر. ومنذ بدء الحملات الصليبية الشمالية في العصور الوسطى، تحوّلت إستونيا إلى ساحة للقتال تتنازع عليها دولٌ عديدة مثل الدنمارك وألمانيا وروسيا والسويد وبولندا لعدة قرون.
وعقب احتلال المنطقة من طرف الألمان والدنماركيين عام 1227، خضعت إستونيا أولاً لحكم الدنمارك في الشمال، ثم حكمها الفرسان الليفونيون، وهم جماعة مستقلة عن إمارة فرسانالتيوتون والدول الإكليروسية للألمان البلطيقين التابعة للإمبراطورية الرومانية المقدسة. شكّلت أراضي إستونيا بأكملها جزءاً من الاتحاد الليفوني منذ عام 1418 وحتى عام 1562. وعقب الحرب الليفونية التي وقعت بين عامي 1558 و1583، أصبحت إستونيا جزءاً من الإمبراطورية السويدية حتى الفترة الواقعة بين عامي 1710 و1721، حينها تنازلت السويد عنها لروسيا نتيجة حرب الشمال الكبرى التي دارت بينهما بين عامي 1700 و1721. خلال تلك الفترة، تمتّع النبلاء الألمان في البلطيق بالاستقلال، وأصبحت اللغة الألمانية اللغة الرسمية في الحكومة والتعليم.
أدت فترة التنوير الإستوفيلي (بين عامي 1750 و1840) إلى يقظة وطنية إستونية في منتصف القرن التاسع عشر. وعقب انتهاء الحرب العالمية الأولى (1914–1918) واندلاع الثورات في روسيا عام 1917، أعلن الإستونيون استقلال بلادهم في شهر فبراير من عام 1918. وقعت حرب الاستقلال الإستونية (1918–1920) وخاض الإستونيون الحرب على جبهتين: فحاربت دولة إستونيا الناشئة البلاشفةَ في روسيا على الجبهة الشرقية، والقوات الألمانية البلطيقية على الجبهة الجنوبية. أدت معاهدة سلام تارتو (في شهر فبراير من عام 1920) إلى وقف القتال، والاعتراف الرسمي باستقلال إستونيا إلى الأبد.
في عام 1940، وعقب اتفاق مولوتوف–روبنتروب عام 1939، احتلّ الاتحاد السوفياتي إستونيا وضمها إلى الاتحاد بشكل غير قانوني. أثناء عملية بارباروسا، احتلت ألمانيا النازية إستونيا عام 1941: ولاحقاً خلال الحرب العالمية الثانية، استطاع الاتحاد السوفياتي إعادة احتلال البلد (1944). حصلت إستونيا على استقلالها عام 1991 عقب انهيار الاتحاد السوفياتي، وانضمت إلى الاتحاد الأوروبي وحلف شمال الأطلسي عام 2004.

## إستونيا القديمة: ما قبل التاريخ

### العصر الحجري المتوسط
استوطن البشر المنطقة منذ نهاية الغمر الجليدي الرباعي، أي نحو العام 10 آلاف قبل الميلاد. ترتبط الآثار الأولى للاستيطان البشري في إستونيا بثقافة الكوندا. تقع مستوطنة بولي التي تعود إلى أوائل العصر الحجري المتوسط على نهر بارنو. يعود تاريخ تلك المستوطنة إلى بدايات الألفية التاسعة قبل الميلاد. حصلت ثقافة الكوندا على اسمها من موقع مستوطنة لاماسماي في شمال إستونيا، والتي يعود تاريخها إلى ما قبل العام 8500 قبل الميلاد. عُثر على عظام وأدوات حجرية، ومماثلة لتلك المُكتشفة في كوندا، في أماكن أخرى من إستونيا، وأيضًا في دولة لاتفيا وشمال ليتوانيا وجنوب فنلندا. واستُخدمت معادنٌ مثل الصوان والمرو لصنع أدواتٍ حادة وقاطعة.

### العصر الحجري الحديث
تُحدد بداية العصر الحجري الحديث بالفخاريات التي تعود إلى ثقافة نارفا، والتي ظهرت في إستونيا في أوائل الألفية الخامسة. يعود تاريخ أقدم الاكتشافات لنحو العام 4900 قبل الميلاد. صُنعت أولى الأعمال الفخارية عن طريق مزج الصلصال السميك مع الحصى أو الأصداف أو النباتات. عُثر على فخاريات مشابهة لتلك التي صنعتها حضارة نارفا على طول ساحل إستونيا تقريبًا والجزر على بحر البلطيق. هناك تشابه ملحوظٌ بين المعدات المصنوعة من الحجارة أو العظام، والعائدة لتلك الفترة، مع الأدوات العائدة لثقافة كوندا.
بحلول بداية الألفية الرابعة قبل الميلاد، وصلت ثقافة فخاريات قرص العسل إلى إستونيا. وحتى أوائل تسعينيات القرن الماضي، ارتبط وصول الشعوب الفينية، أسلاف الإستونيين والفنلنديين والليفونيين، إلى سواحل بحر البلطيق بظهور ثقافة فخاريات قرص العسل. في المقابل، لا يمكن إثبات وجود رابطٍ بين تلك الكيانات الثقافية واللغوية على أساس الاكتشافات الأثرية، ومن المقترح أن ازدياد الاكتشافات التي تعود إلى مستوطناتٍ من تلك الفترة يترافق على الأرجح مع انتعاشٍ اقتصادي مرتبطٍ بدفء المناخ. يدعي بعض الباحثون أن اللغات الأورالية ربما كانت محكيّة في إستونيا وفنلندا منذ نهاية العصر الجليدي الأخير.
تشمل تقاليد الدفن عند شعب فخاريات قرص العسل إضافة أشكالٍ من الحيوانات والطيور والأفاعي والرجال، ونقشها باستخدام العظم والكهرمان. عُثر على الآثار التي تعود إلى حضارة فخاريات قرص العسل في المنطقة الواقعة من شمال فنلندا حتى شرق بروسيا.
تتميز بداية العصر الحجري الحديث (نحو العام 2200 قبل الميلاد) بظهور حضارة الخزف المحزم، مثل الخزفيات المزينة بالتحزيزات والفؤوس الحجرية المصقولة. هناك أيضًا دليلٌ على ظهور الزراعة، مثل حبوب القمح المتفحمة على جدار آنية خزفية محزمة عُثر عليها في مستوطنة إرو. أظهرت تحليلات لبنية العظام محاولة الشعوب تربية وتدجين الخنزير البري.
اتسمت بعض تقاليد الدفن الخاصة بوضع الموتى على جنابهم وطيّ الركبتين نحو الصدر، ووضع يدٍ تحت الأخرى. صُنعت الأغراض التي وضعت في القبور من عظام الحيوانات الداجنة.

### العصر البرونزي
يعود تاريخ بداية العصر البرونزي في إستونيا لنحو العام 1800 قبل الميلاد. كان نمو وبروز الحدود بين الشعوب الفينية وشعوب البلطيق جارياً في تلك الفترة. وبدأت عملية بناء أول مستوطنات محصنة، مثل مستوطنتا أسفا وريدالا على جزيرة ساريما وإرو في شمال إستونيا. سهّل نمو وتطور بناء السفن انتشارَ البرونز. حدثت تغييرات أيضًا في تقاليد الدفن، فانتشر نوعٌ جديدٌ من المقابر من ألمانيا حتى المناطق الواقعة ضمن إستونيا، وأصبحت التوابيت الحجرية وتقاليد حرق الموتى شائعة بشكل متزايد، إلى جانب عددٍ صغيرٍ من التوابيت الحجرية الشبيهة بهيكل القارب.
بحلول القرن السابع قبل الميلاد، ضرب نيزكٌ كبير جزيرة ساريما، ما أدى إلى نشوء فوهات كالي البركانية.
في نحو العام 325 قبل الميلاد، زار المستكشف الإغريقي بيثياس إستونيا على الأرجح. أما جزيرة ثولي التي وصفها المستكشف فهي جزيرة ساريما، وفقاً للسياسي لينارت ميري، لكن لا يُعتبر ما توصل إليه ميري ممكناً، فجزيرة ساريما تقع في أقصى جنوب الدائرة القطبية الشمالية.

### العصور الوسطى المبكرة
ظهر اسم «إستونيا» أولًا على يد تاسيتس في القرن الأول ميلادي، وهو الاسم الذي أطلقه على شعب أيستي، وربما يشير هذا الاسم إلى قبائل البطالقة التي تعيش في المنطقة. في الملاحم الشمالية (القرن التاسع)، استُخدم هذا المصطلخ للإشارة إلى الإستونيين.
ذكر بطليموس في منتصف القرن الثاني ميلادي الأوسيليين أو سكان جزيرة ساريما، إلى جانب عددٍ من سكان ساحل البلطيق في مؤلفه الجغرافيا.
وفقاً للمؤرخ الروماني كاسيودوريس من القرن الخامس، فالشعب الذي أطلق عليه تاسيتس اسم آيستي هم الإستونيون. هناك خلافٌ على مدى اتساع المناطق التي استوطنها الإستونيون في العصور الوسطى، لكن لا خلاف على ديانة الإستونيين. فكان الإسكندنافيون يرونهم خبراء في سحر الرياح، كذلك اللابيون (المعروفون حالياً بالفنلنديين) في الشمال.  ذكر كاسيودوريس إستونيا في كتابه الخامس، والذي يعود إلى القرن السادس.
ذكر الكاهن نيستور في الأسفار الروسية الأولى شعب التشود، وهؤلاء هم الإستونيون القدماء.
في القرن الأول ميلادي، بدأت السياسة والمجاميع الإدارية بالظهور في إستونيا. وظهر مجمعان كبيران وبارزان: الأبرشية والمقاطعة. تألفت الأبرشية من عدة قرى. واحتوت معظم الأبرشيات حصنًا واحدًا على الأقل. وكان كبير الأبرشية، وهو المسؤول الأعلى، يدير الدفاعات في المنطقة المحلية. تألفت المقاطعة من عدة أبرشيات، ويرأسها أيضاً أحد الكبار. بحلول القرن الثالث عشر، تأسست المقاطعات الرئيسية التالية في إستونيا: ساريما ولانيما وهاريوما وريفالا وفيروما وييرفاما وساكالا وأُغاندي.
كان حصن فاربولا واحداً من أكبر الحصون ذات السور الدائري والمراكز التجارية التي بُنيت في إستونيا، وكان موقعه في مقاطعة هاريو في تلك الفترة.